# The Center
The Center is de op vier na hoogste wolkenkrabber in Central (Hongkong) na het International Commerce Centre, Two International Finance Centre, Central Plaza en de Bank of China. Met een hoogte van 346 meter bestaat 'The Center' uit 73 verdiepingen. Het gebouw heeft een vloeroppervlak van 130.032 m2.
The Center is een van de weinige wolkenkrabbers in Hongkong geheel bestaand uit een stalen skelet zonder kern van gewapend beton. Verder is de toren gesitueerd rond Queen's Road Central in het Centrale en Westelijke district, ongeveer halfweg tussen MTR Island Line, Sheung Wan en het MTR Central Station.

## Feiten
The Center is opmerkelijk vanwege haar honderden neonbuizen die aangebracht zijn in de vorm van enorme strepen, ze nemen in frequentie toe naarmate het gebouw in hoogte toeneemt. 's Nachts veranderen de neonbuizen in alle kleuren van het spectrum. Tijdens het kerstseizoen verandert het gebouw in een ruim 350 meter hoge kerstboom doordat de neonbuizen een kerstmotief produceren.
De directe vertaling van de Chinese naam van het gebouw is "Centraal Centrum", dit is opmerkelijk omdat het gebouw zich niet in het Centrale district van Hongkong bevindt.
Tijdens de bouw moesten verscheidene historische gebouwen wijken voor het project. Veel kledingwinkels die gevestigd waren op de Wing On straat, beter bekend als de 'kledingsteeg', werden verplaatst naar de Westerse Markt terwijl Eu Yan Sang, een traditionele Chinese medicijnwinkel, verplaatst werd naar het nabijgelegen Stag-gebouw.